# Bâtiment de la maison des enseignants de Niš
Le bâtiment de la maison des enseignants de Niš (en serbe cyrillique : Зграда Учитељског дома у Нишу ; en serbe latin : Zgrada Učiteljskog doma u Nišu) se trouve à Niš, dans la municipalité de Medijana et dans le district de Nišava, en Serbie. Il est inscrit sur la liste des monuments culturels protégés de la république de Serbie (identifiant no SK 1931),,.

## Présentation

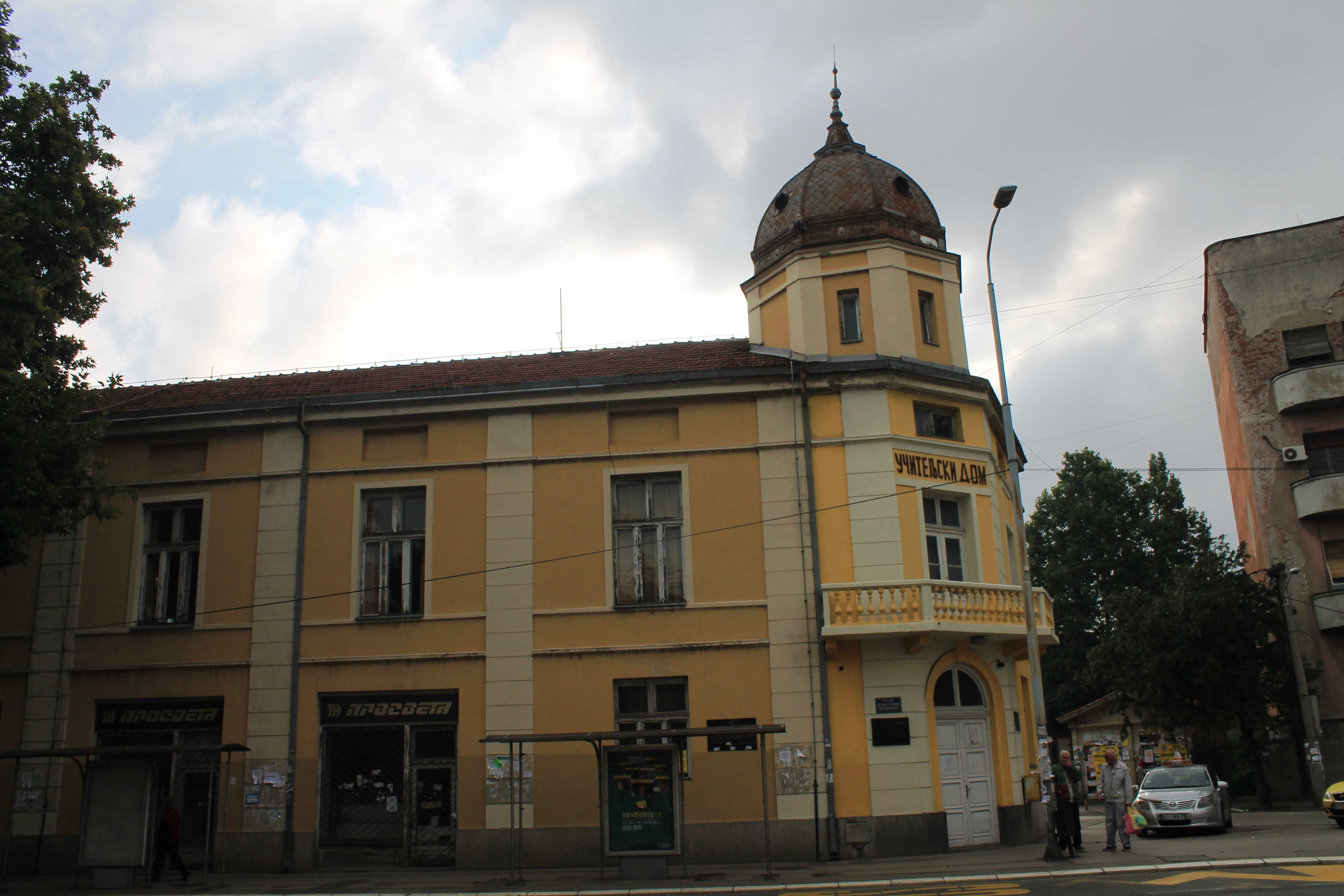
Autre vue du bâtiment.

Le bâtiment, situé 2 rue Kralja Stefana Prvovenčanog, a été construit en 1933 selon un projet de l'architecte Julijan Djupon pour l'Association des enseignants de Niš et de sa région,. Il a été conçu dans l'esprit de l'éclectisme,.
Sa position d'angle détermine son plan polygonal asymétrique ; la façade d'angle est mise en valeur par un grand dôme octogonal,. L'édifice est constitué d'un rez-de-chaussée et d'un étage ; le rez-de-chaussée et l'étage sont séparés par des cordons qui rythment horizontalement les façades ; le rythme vertical est assuré par de hautes fenêtres séparées par des pilastres engagés stylisés. La façade d'angle est dotée d'un balcon avec une balustrade.
Dans l'aile nord-est du bâtiment, sur la rue Kralja Stefana Prvovenčanog, se trouve une entrée avec un grand escalier à double volée qui mène à une antichambre puis à la salle de cérémonie. À l'avant, du côté du Sinđelićev trg (place Sinđelić), l'entrée principale débouche sur un hall et un large escalier à double volée ; elle permet aussi d'accéder à la salle des professeurs avec une cuisine commune.
En plus de sa valeur architecturale, le bâtiment possède une importance historique car il témoigne du développement des activités culturelles, éducatives et pédagogiques dans la Serbie du sud.